# Puncowanie
Puncowanie
- Metoda cyzelowania wyrobów metalowych polegająca na wybijaniu deseniu składającego się z punktów, gwiazdek, kółek itp. za pomocą stalowego narzędzia - tzw. puncy[1]. Puncowanie stosuje się też przy obróbce płyty graficznej miedziorytu punktowego.
- Cechowanie przedmiotów metalowych umownym znakiem właściwym dla danego warsztatu.
- Nakładanie cechy probierczej określającej zawartość metalu szlachetnego w wyrobie jubilerskim.